# 2010年亚洲运动会黎巴嫩代表团
2010年亚洲运动会黎巴嫩代表团派出了50名运动员参赛，其中男运动员39位，女运动员11名。
奖牌榜：
| 名次 | 代表团 | 金牌 | 银牌 | 铜牌 | 总数 |
| ---- | ------ | ---- | ---- | ---- | ---- |
| 32   | 黎巴嫩 | 0    | 1    | 2    | 3    |

## 奖牌获得者

### 银牌
1. 萨利姆、亚兹杰、汉纳：射击 - 男子飞碟多向团体

### 铜牌
1. 若埃-萨利姆：射击 - 男子飞碟多向
2. 安德烈娅-保利：跆拳道 - 女子57公斤以下级